# Таумант
Таумант (грч. Thaumas) је бог природних појава на мору. Син бога морских дубина Понта и богиње земље Геје.

## Митологија
Таумант (грч. Thaumas) значи Изненада, јер се он често и изненада приказивао људима у својој лепоти. 
Тауманта нису познавали, а ни видели једино становници далеких, предалеких северних крајева, али га је свако од њих барем једном желео видети.
Жена Тауманта је била океанида Електра, кћерка Титана Океана и његове жене Тетије и са њом је имао кћерке:
- Харпије, три ружне, одбојне полуђене полуптице
- Ирида или Ирис, прекрасну богињу дуге и гласницу богова
- Арку, гласницу титана